# Your Woman
Your Woman is een nummer van de Britse eenmansband White Town uit 1997. Het is de eerste single van zijn tweede studioalbum Women in Technology. De trompetlijn in het nummer is gesampled uit het nummer "My Woman" van Al Bowlly.
"Your Woman" werd wereldwijd een grote hit, met name in Europa. In het Verenigd Koninkrijk haalde het de nummer 1-positie. In de Nederlandse Top 40 haalde het de 21e positie, en in de Vlaamse Ultratop 50 kwam het een plekje hoger.